# Playoffs de la ABA de 1970
Los Playoffs de la ABA de 1970 supusieron la culminación de la temporada 1969-70 de la ABA, la tercera de su historia. Los campeones fueron los Indiana Pacers, que derrotaron en las Finales a Los Angeles Stars por 4 victorias a 2.
Los Pacers acabaron la temporada regular con el mejor balance de la liga, con 59 victorias y 25 derrotas (70,2%). Fueron el primer equipo en ganar el campeonato y seguir con la misma denominación al año siguiente, ya que los Pittsburgh Pipers se convirtieron en los Minnesota Pipers tras ganar el primer campeonato, y los Oakland Oaks en los Washington Caps en el segundo.
Roger Brown, de los Pacers, fue elegido MVP de los playoffs.

## Equipos clasificados

### División Este
1. Indiana Pacers
2. Kentucky Colonels
3. Carolina Cougars
4. New York Nets

### División Oeste
1. Denver Rockets
2. Dallas Chaparrals
3. Washington Caps
4. Los Angeles Stars

## Tabla
|  | Semifinales de División | Semifinales de División | Semifinales de División |                   |   | Finales de División | Finales de División | Finales de División |  |    | Finales de la ABA | Finales de la ABA | Finales de la ABA |  |
|  |                         |                         |                         |                   |   |                     |                     |                     |  |    |                   |                   |                   |  |
|  |                         |                         |                         |                   |   |                     |                     |                     |  |    |                   |                   |                   |  |
|  | 1                       | Denver Rockets          | 4                       |                   |   |                     |                     |                     |  |    |                   |                   |                   |  |
|  | 1                       | Denver Rockets          | 4                       |                   |   |                     |                     |                     |  |    |                   |                   |                   |  |
|  | 3                       | Washington Caps         | 3                       |                   |   |                     |                     |                     |  |    |                   |                   |                   |  |
|  | 3                       | Washington Caps         | 3                       |                   | 1 | Denver Rockets      | 1                   |                     |  |    |                   |                   |                   |  |
|  | División Oeste          |                         |                         |                   | 1 | Denver Rockets      | 1                   |                     |  |    |                   |                   |                   |  |
|  |                         |                         | 4                       | Los Angeles Stars | 4 |                     |                     |                     |  |    |                   |                   |                   |  |
|  | 4                       | Los Angeles Stars       | 4                       | Los Angeles Stars | 4 | 4                   |                     |                     |  |    |                   |                   |                   |  |
|  | 4                       | Los Angeles Stars       |                         |                   |   |                     |                     |                     |  |    |                   |                   |                   |  |
|  | 2                       | Dallas Chaparrals       | 2                       |                   |   |                     |                     |                     |  |    |                   |                   |                   |  |
|  | 2                       | Dallas Chaparrals       | 2                       |                   |   |                     |                     |                     |  | W4 | Los Angeles Stars | 2                 |                   |  |
|  |                         |                         |                         |                   |   |                     |                     |                     |  | W4 | Los Angeles Stars | 2                 |                   |  |
|  |                         |                         | E1                      | Indiana Pacers    | 4 |                     |                     |                     |  |    |                   |                   |                   |  |
|  | 1                       | Indiana Pacers          | E1                      | Indiana Pacers    | 4 | 4                   |                     |                     |  |    |                   |                   |                   |  |
|  | 1                       | Indiana Pacers          |                         |                   |   |                     |                     |                     |  |    |                   |                   |                   |  |
|  | 3                       | Carolina Cougars        | 0                       |                   |   |                     |                     |                     |  |    |                   |                   |                   |  |
|  | 3                       | Carolina Cougars        | 0                       |                   | 1 | Indiana Pacers      | 4                   |                     |  |    |                   |                   |                   |  |
|  | División Este           |                         |                         |                   | 1 | Indiana Pacers      | 4                   |                     |  |    |                   |                   |                   |  |
|  |                         |                         | 2                       | Kentucky Colonels | 1 |                     |                     |                     |  |    |                   |                   |                   |  |
|  | 4                       | New York Nets           | 2                       | Kentucky Colonels | 1 | 3                   |                     |                     |  |    |                   |                   |                   |  |
|  | 4                       | New York Nets           |                         |                   |   |                     |                     |                     |  |    |                   |                   |                   |  |
|  | 2                       | Kentucky Colonels       | 4                       |                   |   |                     |                     |                     |  |    |                   |                   |                   |  |
|  | 2                       | Kentucky Colonels       | 4                       |                   |   |                     |                     |                     |  |    |                   |                   |                   |  |
|  |                         |                         |                         |                   |   |                     |                     |                     |  |    |                   |                   |                   |  |